# Jelena Radan
Jelena Radan (Zagreb, 23. kolovoza 1974.) hrvatska je pjevačica čiji je glazbeni izričaj portugalski fado koji karakteriziraju tužne melodije i tekstovi.  
Prvo pojavljivanje na glazbenoj sceni bilježi kao prateći vokal na albumu grupe Senzar 1998. godine, te kasnije kao prateći vokal Goranu Karanu na Dori 2000. na pjesmi Ostani (Kad zaspu anđeli). Goran Karan je na istom natjecanju pobijedio te je priključio Jelenu svom pratećem sastavu i na natjecanju za Pjesmu Eurovizije 2000. koje se održalo u Stockholmu. 
Jelena samostalno nastupa na Dori 2002. sa pjesmom Povedi me, bila je ključna osoba u suradnji na pjesmi Odjednom Ti kao autor i suradnik Goranu Boškoviću koji je napisao pjesmu za Doru 2004. na kojoj su je izveli bend Meritas i Massimo Savić te koja postaje veliki hit, te naredne godine osvaja Porina za najbolju vokalnu suradnju.  
2008. godine sa grupom Meritas surađuje na zajedničkom tribute programu When Tommorow Comes. U njemu uglavnom izvode pjesme autorica koje su na njih izvršile značajniji glazbeni utjecaj. S ovom glazbenom pričom iste godine je zajedno sa grupom Meritas nastupila i na promotivnoj klupskoj turneji po Sjedinjenim Američkim Državama, odnosno u gradovima Detroit i New York.  
Nakon više uspješnih suradnji, sve se češće pojavljuje kao gost grupi Meritas na njihovim koncertima, a 2009. godine ponovo se natječe na Dori no sa pjesmom Voljet ću te sutra ne prolazi u finalnu večer.
Nakon posljednjeg albuma Voyage, pomalo se povlači sa scene no 2015. godine se pojavljuje kao gost u pjesmi Pođi na put benda Fluentes koja nije postigla značajniji uspjeh unatoč velikoj simbolici i poruci same pjesme. 
Godine 2025. pojavljuje se kao samostalni izvođač na Dori 2025. i to sa pjesmom na francuskom jeziku Salut!
Iste godine nastupit će i na festivalu Melodije Jadrana sa pjesmom Malena, koju potpisuje grupa Meritas, dok je za aranžman zadužen Matej Zec, nagrađivani glazbeni producent.

## Filmografija

### Sinkronizacija
- Princ od Egipta kao Jokeved (2006.)
- Legenda o medvjedu kao solistica (Duhovi naših predaka) (2004.)

## Diskografija

### Albumi
- Jelena (2002.)
- Nije kraj (2003.)
- Novi dan (2006.)
- Moja potraga za Fadom (2012.)
- Voyage (2013.)

### Nagrade
- Porin za najbolji album za djecu
- Porin za najbolje likovno oblikovanje

### Singlovi
- Leti do snova (2003.)
- Povedi me (2003.)
- Nije kraj (2004.)
- Voljet ću te sutra (2009.)
- Salut! (2025.)
- Malena (2025.)